# Toray Pan Pacific Open 2018 - Doppio
Andreja Klepač e María José Martínez Sánchez erano le detentrici del titolo, ma non hanno partecipato a questa edizione del torneo.
In finale Miyu Katō e Makoto Ninomiya hanno battuto Andrea Sestini Hlaváčková e Barbora Strýcová con il punteggio di 6–4, 6–4.

## Teste di serie
1. Andrea Sestini Hlaváčková /  Barbora Strýcová (finale)
2. Gabriela Dabrowski /  Xu Yifan (semifinale)

1. Chan Hao-ching /  Yang Zhaoxuan (primo turno)
2. Raquel Kops-Jones /  Anna-Lena Grönefeld (semifinale)

## Wildcard
1. Erina Hayashi /  Moyuka Uchijima (primo turno)

## Tabellone

### Legenda
| - Q = Qualificato - WC = Wild card - LL = Lucky loser | - ALT = Alternate - SE = Special Exempt - PR = Protected Ranking | - w/o = Walkover - r = Ritirato - d = Squalificato |

|  | Primo turno              | Primo turno                     | Primo turno                     | Primo turno | Primo turno |  |  | Quarti di finale      | Quarti di finale                | Quarti di finale                | Quarti di finale           | Quarti di finale           |    |   | Semifinali | Semifinali                      | Semifinali                      | Semifinali        | Semifinali        |   |   | Finale | Finale | Finale | Finale | Finale |  |
|  |                          |                                 |                                 |             |             |  |  |                       |                                 |                                 |                            |                            |    |   |            |                                 |                                 |                   |                   |   |   |        |        |        |        |        |  |
|  | 1                        | A Sestini Hlaváčková B Strýcová | A Sestini Hlaváčková B Strýcová | 6           | 6           |  |  |                       |                                 |                                 |                            |                            |    |   |            |                                 |                                 |                   |                   |   |   |        |        |        |        |        |  |
|  | WC                       | E Hayashi M Uchijima            | E Hayashi M Uchijima            | 4           | 0           |  |  | 1                     | A Sestini Hlaváčková B Strýcová | A Sestini Hlaváčková B Strýcová | 6                          | 6                          |    |   |            |                                 |                                 |                   |                   |   |   |        |        |        |        |        |  |
|  | M Imanishi A Zaja        | M Imanishi A Zaja               | 7                               | 3           | [13]        |  |  |                       | M Imanishi A Zaja               | M Imanishi A Zaja               | 4                          | 2                          |    |   |            |                                 |                                 |                   |                   |   |   |        |        |        |        |        |  |
|  | N Kičenok An Rodionova   | N Kičenok An Rodionova          | 62                              | 6           | [11]        |  |  |                       |                                 |                                 |                            |                            |    |   | 1          | A Sestini Hlaváčková B Strýcová | A Sestini Hlaváčková B Strýcová | 6                 | 7                 |   |   |        |        |        |        |        |  |
|  | 4                        | R Kops-Jones A-L Grönefeld      | 6                               | 3           | [10]        |  |  |                       |                                 | 4                               | R Kops-Jones A-L Grönefeld | R Kops-Jones A-L Grönefeld | 3  | 5 |            |                                 |                                 |                   |                   |   |   |        |        |        |        |        |  |
|  |                          | N Hibino O Kalašnikova          | 1                               | 6           | [3]         |  |  | 4                     | R Kops-Jones A-L Grönefeld      | 5                               | 6                          | [10]                       |    |   |            |                                 |                                 |                   |                   |   |   |        |        |        |        |        |  |
|  | K Nara R Ozaki           | K Nara R Ozaki                  | K Nara R Ozaki                  | 1           | 4           |  |  |                       | B Bencic A Pavljučenkova        | 7                               | 4                          | [6]                        |    |   |            |                                 |                                 |                   |                   |   |   |        |        |        |        |        |  |
|  | B Bencic A Pavljučenkova | B Bencic A Pavljučenkova        | B Bencic A Pavljučenkova        | 6           | 6           |  |  |                       |                                 |                                 |                            |                            |    |   | 1          | A Sestini Hlaváčková B Strýcová | A Sestini Hlaváčková B Strýcová | 4                 | 4                 |   |   |        |        |        |        |        |  |
|  | M Kobori A Shimizu       | M Kobori A Shimizu              | M Kobori A Shimizu              | 4           | 3           |  |  |                       |                                 |                                 |                            |                            |    |   |            |                                 |                                 | M Kato M Ninomiya | M Kato M Ninomiya | 6 | 6 |        |        |        |        |        |  |
|  | M Kato M Ninomiya        | M Kato M Ninomiya               | M Kato M Ninomiya               | 6           | 6           |  |  | M Kato M Ninomiya     | M Kato M Ninomiya               | 6                               | 2                          | [10]                       |    |   |            |                                 |                                 |                   |                   |   |   |        |        |        |        |        |  |
|  |                          | L Kičenok K Srebotnik           | L Kičenok K Srebotnik           | 6           | 6           |  |  | L Kičenok K Srebotnik | L Kičenok K Srebotnik           | 4                               | 6                          | [7]                        |    |   |            |                                 |                                 |                   |                   |   |   |        |        |        |        |        |  |
|  | 3                        | H-c Chan Z Yang                 | H-c Chan Z Yang                 | 3           | 4           |  |  |                       |                                 |                                 |                            |                            |    |   |            | M Kato M Ninomiya               | M Kato M Ninomiya               | 7                 | 6                 |   |   |        |        |        |        |        |  |
|  | A Rosolska A Spears      | A Rosolska A Spears             | A Rosolska A Spears             | 6           | 6           |  |  |                       |                                 | 2                               | G Dabrowski Y Xu           | G Dabrowski Y Xu           | 68 | 0 |            |                                 |                                 |                   |                   |   |   |        |        |        |        |        |  |
|  | M Inoue C Muramatsu      | M Inoue C Muramatsu             | M Inoue C Muramatsu             | 3           | 3           |  |  |                       | A Rosolska A Spears             | A Rosolska A Spears             | 1                          | 4                          |    |   |            |                                 |                                 |                   |                   |   |   |        |        |        |        |        |  |
|  |                          | S Aoyama Y Duan                 | S Aoyama Y Duan                 | 3           | 2           |  |  | 2                     | G Dabrowski Y Xu                | G Dabrowski Y Xu                | 6                          | 6                          |    |   |            |                                 |                                 |                   |                   |   |   |        |        |        |        |        |  |
|  | 2                        | G Dabrowski Y Xu                | G Dabrowski Y Xu                | 6           | 6           |  |  |                       |                                 |                                 |                            |                            |    |   |            |                                 |                                 |                   |                   |   |   |        |        |        |        |        |  |